# Paz (miniserie)
Paz, una historia de pasión es una miniserie de televisión chilena, de género drama romántico, coproducida por Televisión Nacional de Chile y Stanley Films, transmitida entre el 13 de abril y el 4 de mayo de 2008.
Es protagonizada por Claudia Di Girolamo, Sergio Hernández, Diego Casanueva, Verónica Soffia y Pablo Díaz del Río.
La serie narra los días de un hijo de una familia aristócrata que se enfrenta entre el amor y la muerte en plena Guerra del Pacífico. La historia está basada en el marco de la conmemoración del Bicentenario de la Primera Junta Nacional de Gobierno de Chile.

## Argumento
La familia aristocrática Almendros Undurraga, hacendados en Santa Cruz, viven el drama de ver partir a sus dos hijos a la Guerra del Pacífico, movidos por un arranque de patriotismo y por un instinto de sobrevivencia, viajan a Iquique para enrolarse en la guerra.
Elías Almendros (Diego Casanueva), un joven aristócrata y apasionado por la patria debe tomar una decisión. No es fácil seguir un camino. Su familia tiene un valor crucial en su existencia, sin embargo su ímpetu aventurero lo impulsa a tomar la senda que le dejará una huella insospechada en el transcurso de su vida. Además el amor no siempre se da fácil y Elías sabe que con su decisión, muchas piezas pueden moverse en el puzle de su vida. Está profundamente enamorado de Verónica Santa María (Verónica Soffia), su prima y a la vez novia de su mejor amigo Vicente del Solar (Pablo Díaz). Un amor prácticamente imposible, el cual depara una sorpresa que ni Elias ni Vicente esperaban recibir.
Elías opta por la patria, y decide partir al frente de batalla casi en la frontera con Perú. Su hermano Diego ya lleva algún tiempo como soldado y espera encontrarlo en el frente. Para Chile cada hombre es importante y la lucha por defender la soberanía no da tregua.
Gabriel Suárez (Pablo Macaya) tiene sed de venganza. Su familia fue víctima de un grave hecho hace algunos años y él está decidido a poner en alto el nombre de los suyos. Apenas logra salir de la cárcel, inicia la búsqueda de Jiménez (Sebastián Layseca), quien le ha causado el daño a su familia.

## Reparto

### Principales
- Claudia Di Girolamo como Marta Undurraga.
- Sergio Hernández como Julián Almendros.
- Diego Casanueva como Elías Almendros.
- Verónica Soffia como Verónica Latorre.
- Pablo Díaz del Río como Vicente del Solar.
- Iván Álvarez de Araya como Diego Almendros.
- Lucy Cominetti como Delia Almendros.
- Pablo Macaya como Gabriel Suárez.
- Óscar Hernández como Víctor Riquelme.

### Secundarios
- Edgardo Bruna como Domingo Latorre.
- Catalina Guerra como Elvira Undurraga.
- Alejandro Castillo como Capitán Contreras.
- Pedro Vicuña como Sargento Urrutia.
- Rodolfo Pulgar como Melchor Rivera.
- Carlos Embry como Edmundo Valladares.
- Eduardo Paxeco como Sebastián Peñaloza.
- Sebastián Layseca como Jorge Ramírez.
- Nicolás Brown como Pedro Peñaloza.
- Luis Wigdorsky como Coronel Lira.
- Christian Sève como Rubén Gumucio.
- María de los Ángeles García como Matilde Valdés.
- Maité Fernández como Doña Teresa.
- Pedro Villagra como Capitán González.
- Begoña Basauri como Nora.
- Andrea García-Huidobro como Sandra.
- Hernán Vallejo como Don Tito.
- Ernesto Gutiérrez como General Baquedano.
- Eduardo Soto como Abuelo Pachías.

## Capítulos
1. Partir a la guerra (13 de abril de 2008).
2. No serán balas, serán salvas (20 de abril de 2008).
3. Cenizas a Cenizas (27 de abril de 2008).
4. Desierto impostor (4 de mayo de 2008).